# Vélez Sársfield (Buenos Aires)

Lage von Vélez Sársfield in Buenos Aires

Vélez Sársfield ist ein Stadtteil im Westen der argentinischen Hauptstadt Buenos Aires. Er hat 36.000 Einwohner (Stand von 2001) auf einer Fläche von 2,4 km² und gehört zur Comuna C10. Vélez Sársfield wird begrenzt durch die Straßen Av. Segurola, Juan Agustín García, Av. Lope de Vega, Av. Juan B. Justo, Av. Corro, Medina, Av. Juan Bautista Alberdi und Mariano Acosta.

## Beschreibung und Geschichte
Der Stadtteil wurde nach Dalmacio Vélez Sársfield, dem Verfasser des „Código Civil de la República Argentina“ (Bürgerliches Gesetzbuch Argentiniens) benannt. Es ist ein für Buenos Aires typisches Wohnviertel mit niedriger Bebauung, das infolge der Bevölkerungszunahme am Beginn des 20. Jahrhunderts schnell heranwuchs. Heute ist Vélez Sársfield überwiegend eine Wohngegend der Mittelschicht mit nur geringem Gewerbeanteil. Der größte Platz des Viertels ist die Plaza Coronel Ramón L. Falcón mit 7.300 m².
Es gibt drei Sportvereine im Stadtteil: den Club Atlético Capital, den Club Social y Deportivo Mitre und den Club Social y Deportivo Villa Luro. Der Erstliga-Verein CA Vélez Sarsfield ist im Estadio José Amalfitani im nahegelegenen Stadtteil Liniers zu Hause und nicht, wie man vermuten könnte, in Vélez Sársfield.
Durch Vélez Sársfield fließt der Maldonado. Zu Beginn des 20. Jahrhunderts wurde er in einen unterirdischen Kanal verlegt, darüber verläuft die Hauptstraße des Viertels, die Avenida Juan B. Justo. Der Maldonado war einst die Grenze der Stadt Buenos Aires, bevor die Ortschaften Flores und Belgrano entstanden, die heute ebenfalls Teile von Buenos Aires sind.